# Marianne Koluda
Marianne Koluda (27. april 1951 i Rønne – 15. februar 2014) var en dansk digter og forfatter. Hun udgav fire digtsamlinger, en roman og en lærebog. Hun udgav digtsamlingerne Ingenmandsland i 1979, Halsbetændelse og Glasperler i 1980, og Paraplyerne i 1983. Romanen Jo Mere Vi Bliver Tre blev udgivet i 1981.